# Ecthyma gangraenosum
Ecthyma gangraenosum is een huidaandoening die gekenmerkt wordt door een of meerdere necrotiserende ulcera. Het is een pathognomonisch symptoom van een infectie met Pseudomonas aeruginosa en komt met name voor bij personen met een immuundeficiëntie. 

## Symptomen
De aandoening kan beginnen als rood tot paarsgekleurde blaasjes of laesies. Daarna ontstaan er pustels en vervolgens ontwikkelen deze zich tot zweren waarbij de huid afsterft (necrose). Het komt met name voor op de benen en het anogenitale gebied.

## Oorzaak
Er kan sprake zijn van onderliggende maligniteit of een verlaagde weerstand.

## Behandeling
De aandoening wordt behandeld met antibiotica. Chirurgie kan nodig zijn bij ernstige necrose.

## Differentiële diagnose
De aandoening wordt vaak niet herkend en ten onrechte aangezien voor decubitus, ook wel drukplekken genoemd. Ecthyma gangraenosum ontstaat echter acuut en komt ook voor op plekken waar druk niet de oorzaak kan zijn van de leasies.
Ook dient het niet verward te worden met pyoderma gangraenosum, een aandoening die kan lijken op ecthyma gangraenosum. Het verschil is echter dat er bij pyoderma gangraenosum geen sprake is van een infectie en het immuunsysteem mogelijk juist te actief is.